# 3954 Mendelssohn
A 3954 Mendelssohn (ideiglenes jelöléssel 1987 HU) a Naprendszer kisbolygóövében található aszteroida. Freimut Börngen fedezte fel 1987. április 24-én.